# АЛЛБУС
АЛЛБУС (на немски: ALLBUS, Allgemeine Bevölkerungsumfrage der Sozialwissenschaften – „Общо национално социологическо запитване“) е национална програма за генериране на данни за продължително наблюдение на обществото (Social Monitoring) в Германия.

## Идеи
Прототип за тази програма е социологическото запитване от Съединените американски щати „General Social Survey“, което се провежда от 1972 година. Основната идея е да се предоставят висококачествени социологически данни на колкото се може по-голям кръг от научно заинтересовани изследователи, без да е нужно те сами да инвестират финансови средства в запитванията и подготвянето на данните.

## Провеждане
АЛЛБУС принадлежи към GESIS (Leibniz-Institut für Sozialwissenschaften). От 1980 г. на всеки две години АЛЛБУС предоставя данни на следните теми:
- Обществена нагласа, начин на държание и социална сруктура на обществото в Германия. За тази цел в рамките на лични интервюта се запитват избраните, с общата проба запитани около 2800 от 3500 запитани.
- След подготовката и документацията на анкетата, данните се предлагат за анализ на всички заинтересовани.
- Всички променливи, които се срещат повече от един път в програмата на АЛЛБУС, биват кумулирани и хармонизирани в отделен файл.
- От 1986 г. германската част от интернационалното социологическо запитване ISSP (International Social Survey Programme) се провежда в кооперация с АЛЛБУС. По този начин се обогатява асортимента от теми за анализ и се предоставя достъп до интернационални сравнения.

## Теми
Темите на запитванията, които са по-обширни, се повтарят циклично, като към тях в зависимост от потребността се прибавят нови заглавия. Теми в АЛЛБУС:
- Политическа нагласа и разделение
- Въпроси, отнасящи се до икономиката
- Обединението на Германия
- Социални неравности и социална държава
- Доверие на обществени учреждения и организации
- Национална гордост
- Имигранти
- Национална и регионална принадлежност
- Нагласа към брак, семейство и партньорски взаимоотношения
- Технически прогрес и компютри (digital divide)
- Здраве и здравна нагласа
- Отношение към аборта
- Важност и значение на различни житейски области и определени професионални аспекти
- Свободно време
- Медиен ангажимент
- Религиозност и набожност
- Околна среда
- Нагласа към контакти с обществени служби
- Аномия и страх от престъпността
- Нарушаване на законите и санкции
- АЛЛБУС Демография
- Данни по интервюто

Всички детайли относно провеждане на анкетата и подготовка на данните са предоставени в методическите доклади на АЛЛБУС запитването.